# Barva
Bárva je zaznava določenega dela vidnega spektra svetlobe. Barva predmeta, ki jo opazovalec zazna, je odvisna od svetlobnega vira, ki opazovani predmet osvetljuje, lastnosti predmeta, ki vpadno svetlobo odbija ali prepušča, in tudi od opazovalca samega. Barva je torej določena s spektrom svetlobe, ki ga zazna oko opazovalca. 
Barvo navadno opišemo z imeni kot so rdeča, oranžna, rumena, zelena, modra in vijolična. Razločitev med posameznimi barvami ni točno določena. Poleg tega za zaznavanje barve vplivajo tudi dolgotrajni pojavi (vzgoja) opazovalca in kratkotrajni kot so bližnje barve. 
Za opis barv uporabljamo več različnih modelov. Vsem modelom je skupno, da posamezni barvi priredimo prostorske koordinate. Primera takih modelov sta RGB in CMYK. 
RGB model (R – rdeča (ang. red), G – zelena (ang. green), B – modra (ang. blue)), je tako imenovani aditivni oziroma seštevalni model, ki z mešanjem vseh treh osnovnih barv da belo barvo, črna pa pomeni njihovo odsotnost. Uporablja se za opis človeškega zaznavanja barv in delovanje LCD zaslonov. Primer mešanja barv v tem modelu: rumena se sestavi iz rdeče in zelene, vijolična iz rdeče in modre. 
CMYK model (C – cian, M – magenta, Y – rumena (ang. yellow), K – črna (angl. key)) je model, ki se uporablja predvsem v tisku. Je subtrahivni oziroma odštevalni model, torej je ravno obraten RGB modelu: z dodajanjem vseh treh barv nastane črna, bela je odsotnost barv.

## Fizika barve
Svetloba je elektromagnetno valovanje, ki ga opišemo z valovno dolžino (ali frekvenco) in intenziteto. Svetlobo, katere valovno dolžino zaznajo čutnice v človeškem očesu, imenujemo vidna svetloba. Valovne dolžine vidne svetlobe so približno med 390 nm in 700 nm. 
Spekter svetlobe opisuje, s kolikšno intenziteto se določena valovna dolžina pojavi v svetlobi, ki se odbija od predmeta, oziroma jo svetilo izseva. Spekter valovanja, ki izhaja od opazovanega predmeta oziroma svetlobnega vira, določa njegov videz, vključno z zaznano barvo.
Barve spektra bele svetlobe so tako imenovane barve mavrice. Besedo spekter je prvi uvedel Isaac Newton leta 1671 iz latinske besede za sliko oziroma videz, izgled. Ugotovil je namreč, da je bela svetloba sestavljena iz več različnih barv, ki imajo točno določeno valovno dolžino. Take barve imenujemo monokromatske barve.
V tabeli so prikazani približni intervali valovnih dolžin posameznih barv v vakuumu. Lahko bi rekli, da je celoten interval za neko barvo, tako imenovan barvni vtis oziroma barvni ton, spekter pa je točno določena kombinacija valovnih dolžin določenega predmeta oziroma atoma. Barvo bi lahko definirali kot skupek spektrov, ki povzroča isti barvni vtis oziroma barvni ton. Svetlobni spekter beleži jakost vsake valovne dolžine. Celotni spekter prihajajočega valovanja od telesa določa njegov videz, vključno z zaznano barvo. Pravzaprav lahko določimo barvo kot množico spektrov, ki povzroča isti barvni vtis. Takšna določitev je različna med različnimi vrstami ali celo med posamezniki.
| Barva                   | {\displaystyle \lambda \,\!} (nm) | {\displaystyle \nu \,\!} (THz) | {\displaystyle \nu _{b}\,\!} (μm−1) | {\displaystyle E\,\!} (eV) | {\displaystyle E\,\!} (kJ mol−1) |
| ----------------------- | --------------------------------- | ------------------------------ | ----------------------------------- | -------------------------- | -------------------------------- |
| Infrardeča              | > 1000                            | < 300                          | < 1,00                              | < 1,24                     | < 120                            |
| Rdeča                   | 700                               | 428                            | 1,43                                | 1,77                       | 171                              |
| Oranžna                 | 620                               | 484                            | 1,61                                | 2,00                       | 193                              |
| Rumena                  | 580                               | 517                            | 1,72                                | 2,14                       | 206                              |
| Zelena                  | 530                               | 566                            | 1,89                                | 2,34                       | 226                              |
| Cian                    | 500                               | 600                            |                                     |                            |                                  |
| Modra                   | 470                               | 638                            | 2,13                                | 2,64                       | 254                              |
| Vijolična (vidna)       | 420                               | 714                            | 2,38                                | 2,95                       | 285                              |
| Blizu ultravijolične    | 300                               | 1000                           | 3,33                                | 4,15                       | 400                              |
| Daleč od ultravijolične | < 200                             | > 1500                         | > 5,00                              | > 6,20                     | > 598                            |

## Človeški vid
V človeškem očesu na mrežnici se nahajata dve vrsti vidnih čutnic ali fotoreceptorjev – čepnice in paličnice. S čepnicami zaznavamo barve, s paličnicami intenziteto (torej svetlo / temno) svetlobe in jih uporabljamo pri gledanju v mraku oziroma temi. Za razliko s paličnicami, čepnice uporabljamo za gledanje pri dobri osvetljenosti oziroma pri visoki intenziteti svetlobe. Pri človeku obstajajo tri vrste čepnic, saj vsak zaznava le eno od barv rdeče, zelene in modre. Na sliki lahko vidimo katere valovne dolžine zaznava posamezni tip čepnic in kako vidimo ponoči. 
Barve v možganih se seštevajo kot v RGB modelu. Telo, ki ga vidimo belo, torej odbija svetlobo, ki je sestavljeno iz vseh valovnih dolžin vidnega spektra, telo, ki ga vidimo črno pa absorbira vso svetlobo z valovnimi dolžinami vidnega spektra.

## Delitev barv
| Barva     | Območje valovne dolžine | Frekvenčno območje |
| --------- | ----------------------- | ------------------ |
| rdeča     | ~ 630–700 nm            | ~ 480–430 THz      |
| oranžna   | ~ 590–630 nm            | ~ 510–480 THz      |
| rumena    | ~ 560–590 nm            | ~ 540–510 THz      |
| zelena    | ~ 490–560 nm            | ~ 610–540 THz      |
| cian      | ~ 520–490 nm            | ~ 580–610 THz      |
| modra     | ~ 450–490 nm            | ~ 670–610 THz      |
| vijolična | ~ 400–450 nm            | ~ 750–670 THz      |

- primarne barve – rdeča, rumena, modra, tudi primarne barve aditivnega sestavljanja barv
- sekundarne barve – barve, ki so sestavljene iz dveh primarnih (npr: rumena, sinja in škrlatna - angl. yellow, cian in magenta)
- tople barve – rdeče, oranžne, rumene, rjave
- hladne barve - modre, zelene, škrlatne
- nevtralne barve – bele, rjave, bež
- močne barve – intenzivne barve, ki niso razredčene s črno, belo ali komplementarno barvo
- blede barve – manj intenzivne barve zaradi mešanja z belo, črno ali komplementarno barvo